# Amazing (пісня Тані)
«Amazing» (укр. Дивовижно) — пісня у виконанні російсько-естонської співачки Тані, з якою вона представила  Естонію на конкурсі пісні «Євробачення 2014».
Пісня була обрана 1 березня 2014 на національному відборі Естонії на «Євробачення», що дозволило Тані представити свою країну на міжнародному конкурсі пісні «Євробачення 2014» у Копенгагені, Данія. 

## Трек-лист
| Digital download | Digital download | Digital download |
| #                | Назва            | Тривалість       |
| ---------------- | ---------------- | ---------------- |
| 1.               | «Amazing»        | 3:00             |